# Rio Urupá
O rio Urupá  é um rio brasileiro, que banha a cidade de Urupá, no estado de Rondônia.